# Кі-Яна Гувер
Кі-Яна Делано Гувер (нід. Ki-Jana Delano Hoever, нар. 18 січня 2002, Амстердам) — нідерландський футболіст, захисник англійського клубу «Вулвергемптон Вондерерз». На умовах оренди захищає кольори клубу ПСВ.

## Клубна кар'єра
До 2014 року Гувер тренувався у складі юнацької академії клубу АЗ, після чого став гравцем академії амстердамського «Аякса». У серпні 2018 року перейшов в англійський «Ліверпуль». Оскільки він не підписував професіональний контракт з амстердамцями, «Ліверпуль» повинен був заплатити лише мінімальну компенсацію, і «Аякс», як повідомлялося, був сильно розчарований втратою гравця. Втім і в англійському клубі Кі-Яна на перших порах грав за юнацькі команди, взявши участь в тому числі й у Юнацькій лізі УЄФА 2018/19, де його команда вийшла з групи з першого місця.
У грудні 2018 року Гувер розпочав тренування з першою командою «Ліверпуля». 7 січня 2019 року потрапив в заявку «Ліверпуля» на матч Кубка Англії проти «Вулвергемптона». Він почав матч на лавці запасних, але вже на 6-й хвилині вийшов на поле після того, як Деян Ловрен отримав травму. Таким чином, Гувер став наймолодшим гравцем «Ліверпуля» в Кубку Англії та третім наймолодшим у будь-яких змаганнях після Джерома Сінклера та Джека Робінсона: на момент дебюту йому було 16 років і 354 дні.
31 липня 2019 року Гувер підписав свій перший професіональний контракт з клубом, а вже у серпні здобув свій перший трофей у клубі, вигравши Суперкубок УЄФА 2019 року, втім усю гру проти «Челсі» просидів на лаві для запасних. Перший гол за клуб забив 25 вересня 2019 року у матчі Кубка ліги проти клубу «Мілтон-Кінз Донз» (2:0). Забивши цей гол у віці 17 років, 8 місяців і 10 днів, Гувер став четвертим наймолодшим гравцем, який відзначався на офіційному рівні за «Ліверпуль», після Бена Вудберна, Майкла Оуена та Джордана Россітера.
19 вересня 2020 став гравцем клубу «Вулвергемптон Вондерерз».

## Кар'єра в збірній
Виступав за збірні Нідерландів до 15, до 16 та до 17 років.
У травні 2019 року у складі збірної Нідерландів до 17 років виграв юнацький чемпіонат Європи і був включений в символічну збірну турніру.

## Досягнення
- «Ліверпуль»

Володар Суперкубка УЄФА (1): 2019
Чемпіон світу серед клубів (1): 2019
Чемпіон Англії (1): 2019–20
- ПСВ

Володар Суперкубка Нідерландів (1): 2022
- Нідерланди

Чемпіон Європи U-17: 2019